# Makakilo
Makakilo är en stad i Honolulu County, Hawaii, USA med cirka 13 156 invånare (2000). Den har enligt United States Census Bureau en area på totalt 8,1 km² varav 0,6 km² är vatten. 